# Tomaž Druml
Tomaž Druml (ur. 28 marca 1988 roku we Feistritz) – austriacki narciarz, specjalista kombinacji norweskiej, pięciokrotny medalista mistrzostw świata juniorów oraz dwukrotny zwycięzca Pucharu Kontynentalnego.
Od sezonu 2017/2018 na arenie międzynarodowej reprezentować miał Słowenię, jednak w listopadzie 2017 ze względu na problemy z sercem zakończył karierę sportową.

## Kariera
Po raz pierwszy na arenie międzynarodowej Tomaž Druml pojawił się 1 marca 2003 roku, kiedy wystartował w zawodach juniorów w Le Brassus. Zajął wtedy 7. miejsce w konkursie rozgrywanym metodą Gundersena. W 2006 roku wystartował na mistrzostwach świata juniorów w Kranju, gdzie wraz z kolegami z reprezentacji zdobył srebrny medal w konkursie drużynowym. Indywidualnie był dziesiąty w sprincie oraz czwarty w Gundersenie. Rok później, podczas mistrzostw świata juniorów w Tarvisio wywalczył złoty medal w sztafecie, w konkursie metodą Gundersena był czwarty, a w sprincie piąty. Największe sukcesy w tej kategorii wiekowej odniósł jednak w 2008 roku, na mistrzostwach świata juniorów w Zakopanem. W drużynie zdobył kolejny srebrny medal, a indywidualnie był najlepszy w sprincie. W Gundersenie zdobył kolejny srebrny medal, ulegając tylko Włochowi Alessandro Pittinowi.
W Pucharze Świata zadebiutował 4 marca 2006 roku w Lahti, gdzie zajął 39. miejsce w Gundersenie. W sezonie 2005/2006 pojawił się jeszcze trzykrotnie, ale punktów nie zdobył i nie został uwzględniony w klasyfikacji generalnej. Pierwsze pucharowe punkty zdobył 20 stycznia 2007 roku w Seefeld, gdzie był dwunasty w sprincie. W klasyfikacji sezonu 2006/2007 uplasował się na 34. pozycji. Najlepsze wyniki w Pucharze Świata jak dotąd Druml osiągnął w sezonie 2009/2010, który ukończył na 29. miejscu.
Równocześnie ze startami w Pucharze Świata Druml startuje również w Pucharze Kontynentalnym. Odnosił tam większe sukcesy, między innymi zwyciężając w klasyfikacji generalnej sezonów 2009/2010 i 2013/2014.

## Osiągnięcia

### Mistrzostwa świata juniorów
| Miejsce | Dzień     | Rok  | Miejscowość | Konkurencja           | Wynik zwycięzcy | Strata      | Zwycięzca         |
| ------- | --------- | ---- | ----------- | --------------------- | --------------- | ----------- | ----------------- |
| 4.      | 1 lutego  | 2006 | Kranj       | Gundersen HS109/10 km | 29:59.9 min     | +1:09.7 min | François Braud    |
| 2.      | 3 lutego  | 2006 | Kranj       | Sztafeta HS109/4x5    | 55:42.3 min     | +0.3 s      | Niemcy            |
| 10.     | 5 lutego  | 2006 | Kranj       | Sprint HS109/5 km     | 13:06.3 min     | +59.9 s     | Tom Beetz         |
| 4.      | 14 marca  | 2007 | Tarvisio    | Gundersen HS109/10 km | 33:26.7 min     | +1:06.5 min | Anssi Koivuranta  |
| 1.      | 16 marca  | 2007 | Tarvisio    | Sztafeta HS109/4x5 km | 1:05:35.0 h     | -           | -                 |
| 5.      | 18 marca  | 2007 | Tarvisio    | Sprint HS109/5 km     | 15:01.3 min     | +44.5 s     | Eric Frenzel      |
| 2.      | 27 lutego | 2008 | Zakopane    | Gundersen HS94/10 km  | ?               | +1:03.6 min | Alessandro Pittin |
| 2.      | 28 lutego | 2008 | Zakopane    | Sztafeta HS94/4x5 km  | 59:32.9 min     | +30.2 s     | Niemcy            |
| 1.      | 29 lutego | 2008 | Zakopane    | Sprint HS94/5 km      | ?               | -           | -                 |

### Puchar Świata

#### Miejsca w klasyfikacji generalnej
- sezon 2005/2006: niesklasyfikowany
- sezon 2006/2007: 34.
- sezon 2007/2008: 47.
- sezon 2008/2009: 43.
- sezon 2009/2010: 29.
- sezon 2010/2011: 43.
- sezon 2011/2012: 33.
- sezon 2012/2013: 30.
- sezon 2013/2014: 47.
- sezon 2014/2015: 40.
- sezon 2015/2016: nie brał udziału
- sezon 2016/2017: niesklasyfikowany

#### Miejsca na podium chronologicznie
Druml nie stał na podium indywidualnych zawodów Pucharu Świata.

### Puchar Kontynentalny

#### Miejsca w klasyfikacji generalnej
- sezon 2004/2005: 63.
- sezon 2005/2006: 33.
- sezon 2006/2007: niesklasyfikowany
- sezon 2007/2008: 4.
- sezon 2008/2009: 13.
- sezon 2009/2010: 1.
- sezon 2010/2011: 5.
- sezon 2011/2012: niesklasyfikowany
- sezon 2012/2013: nie brał udziału
- sezon 2013/2014: 1.
- sezon 2014/2015: 7.
- sezon 2015/2016: nie brał udziału
- sezon 2016/2017: 6.

#### Miejsca na podium chronologicznie
| Nr  | Data             | Miejscowość | Konkurencja              | Wynik zwycięzcy | Pozycja | Strata      | Zwycięzca         |
| --- | ---------------- | ----------- | ------------------------ | --------------- | ------- | ----------- | ----------------- |
| 1.  | 20 grudnia 2006  | Lake Placid | Start masowy HS100/10 km | 250.0 pkt       | 1.      | -           | -                 |
| 2.  | 8 stycznia 2007  | Klingenthal | Sprint HS140/7.5 km      | 25:21.8 min     | 2.      | +9.1 s      | Alfred Rainder    |
| 3.  | 13 stycznia 2008 | Liberec     | Sprint HS134/7.5 km      | 17:14.2 min     | 2.      | +4.5 s      | Marco Pichlmayer  |
| 4.  | 15 lutego 2008   | Iiyama      | Sprint HS89/7.5 km       | ?               | 2.      | +4.0 s      | Marco Pichlmayer  |
| 5.  | 17 lutego 2008   | Hakuba      | Start masowy HS131/10 km | 246.8 pkt       | 3.      | -23.3 pkt   | Marco Pichlmayer  |
| 6.  | 3 stycznia 2009  | Eisenerz    | Gundersen HS100/10 km    | 25:33.6 min     | 2.      | +13.0 s     | Matthias Menz     |
| 7.  | 7 marca 2009     | Høydalsmo   | Gundersen HS94/10 km     | 28:02.1 min     | 3.      | +12.2 s     | Jonas Nermoen     |
| 8.  | 8 marca 2009     | Høydalsmo   | Gundersen HS94/10 km     | 29:18.9 min     | 1.      | -           | -                 |
| 9.  | 12 grudnia 2009  | Park City   | Gundersen HS134/10 km    | 34:29.5 min     | 2.      | +44.4 s     | Todd Lodwick      |
| 10. | 13 grudnia 2009  | Park City   | Gundersen HS134/10 km    | 28:41.5 min     | 2.      | +1:12.1 min | Todd Lodwick      |
| 11. | 19 grudnia 2009  | Lake Placid | Gundersen HS100/10 km    | 26:37.4 min     | 1.      | -           | -                 |
| 12. | 20 grudnia 2009  | Lake Placid | Gundersen HS100/10 km    | 25:12.2 min     | 1.      | -           | -                 |
| 13. | 6 lutego 2010    | Eisenerz    | Gundersen HS95/10 km     | 24:21.9 min     | 1.      | -           | -                 |
| 14. | 7 lutego 2010    | Eisenerz    | Gundersen HS95/10 km     | 26:46.5 min     | 1.      | -           | -                 |
| 15. | 13 lutego 2010   | Kranj       | Gundersen HS109/10 km    | 23:02.1 min     | 3.      | +17.5 s     | Lukas Klapfer     |
| 16. | 14 lutego 2010   | Kranj       | Gundersen HS109/10 km    | 23:26.8 min     | 1.      | -           | -                 |
| 17. | 27 lutego 2010   | Karpacz     | Gundersen HS94/10 km     | 27:02.3 min     | 1.      | -           | -                 |
| 18. | 28 lutego 2010   | Karpacz     | Gundersen HS94/10 km     | 25:36.8 min     | 1.      | -           | -                 |
| 19. | 21 stycznia 2011 | Harrachov   | Gundersen HS100/10 km    | 24:25.5 min     | 1.      | -           | -                 |
| 20. | 22 stycznia 2011 | Harrachov   | Gundersen HS100/10 km    | 23:29.5 min     | 2.      | +0.5 s      | Fabian Rießle     |
| 21. | 13 lutego 2011   | Szczyrk     | Gundersen HS106/10 km    | 24:32.9 min     | 2.      | +0.0 s      | Magnus Krog       |
| 22. | 19 lutego 2011   | Kranj       | Gundersen HS109/10 km    | 24:53.4 min     | 3.      | +7.4 s      | Magnus Krog       |
| 23. | 20 lutego 2011   | Kranj       | Gundersen HS109/10 km    | 25:03.8 min     | 2.      | +0.6 s      | Magnus Krog       |
| 24. | 17 grudnia 2013  | Park City   | Gundersen HS100/10 km    | 21:51.8 min     | 3.      | +28.8 s     | Bill Demong       |
| 25. | 18 grudnia 2013  | Park City   | Gundersen HS100/10 km    | 23:10.3 min     | 1.      | -           | -                 |
| 26. | 19 grudnia 2013  | Park City   | Gundersen HS100/10 km    | 23:55.8 min     | 2.      | +23.0 s     | Bill Demong       |
| 27. | 9 marca 2014     | Falun       | Gundersen HS134/10 km    | 25:34.0 min     | 1.      | -           | -                 |
| 28. | 14 marca 2014    | Ruka        | Gundersen HS142/10 km    | 28:46.8 min     | 1.      | -           | -                 |
| 29. | 16 marca 2014    | Ruka        | Gundersen HS142/15 km    | 42:30.6 min     | 2.      | +17.3 s     | Wolfgang Bösl     |
| 30. | 12 grudnia 2014  | Park City   | Gundersen HS100/10 km    | 29:17.2 min     | 1.      | -           | -                 |
| 31. | 13 grudnia 2014  | Park City   | Gundersen HS100/10 km    | 26:40.9 min     | 1.      | -           | -                 |
| 32. | 15 stycznia 2017 | Ruka        | Gundersen HS142/10 km    | 28:44,9 min     | 2.      | +16,4 s     | Sindre Ure Søtvik |
| 33. | 22 stycznia 2017 | Otepää      | Gundersen HS100/10 km    | 22:39,5 min     | 2.      | +1,0 s      | Martin Fritz      |
| 34. | 12 lutego 2017   | Eisenerz    | Gundersen HS109/10 km    | 24:19,8 min     | 2.      | +17,9 s     | Kristjan Ilves    |

### Letnie Grand Prix

#### Miejsca w klasyfikacji generalnej
- 2009: 45.
- 2010: 15.
- 2011: 17.
- 2012: 10.
- 2013: 39.
- 2014: 38.
- 2015: niesklasyfikowany

#### Miejsca na podium chronologicznie
| Nr | Data          | Miejscowość | Konkurencja           | Wynik zwycięzcy | Pozycja | Strata  | Zwycięzca    |
| -- | ------------- | ----------- | --------------------- | --------------- | ------- | ------- | ------------ |
| 1. | 22 lipca 2012 | Soczi       | Gundersen HS140/10 km | 19:39.7 min     | 3.      | +47.3 s | Todd Lodwick |